# Akání

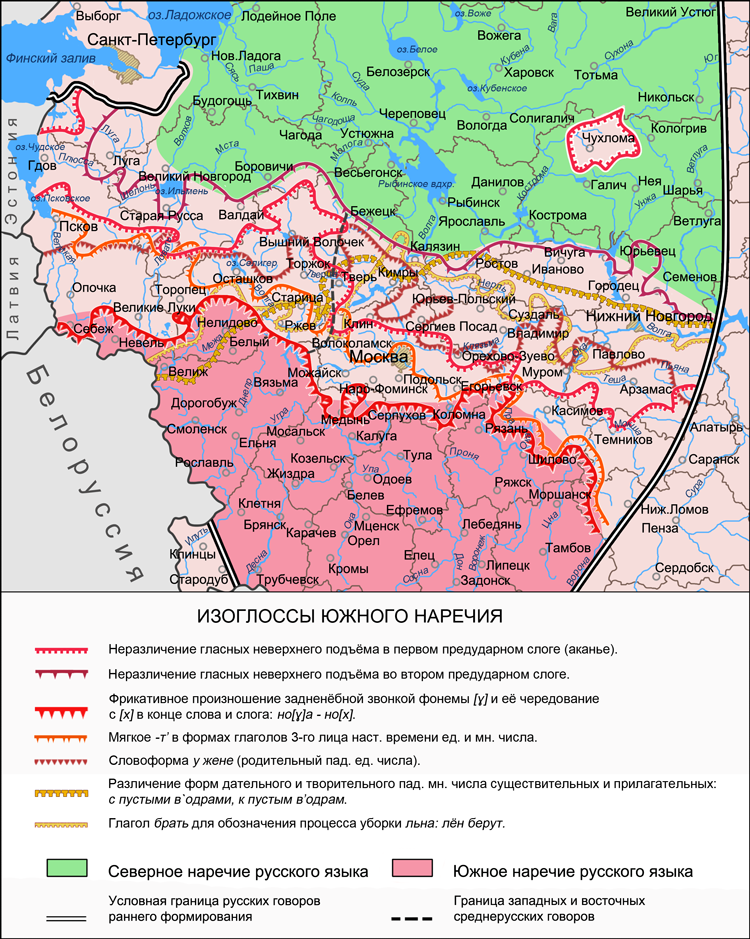
Ruská nářečí: červeně – jižní (akání); zeleně – severní (okání)

Akání (rusky аканье, bělorusky аканне) označuje nerozlišování [о] a [a] v nepřízvučných slabikách, které je vlastní jihoruským, běloruským a severoukrajinským nářečím. Je normou spisovné ruštiny a běloruštiny, v běloruském jazyce se odráží i v písmu. Vznik akání je možné klást do 14. století.
Přímým opakem akání je tzv. okání, kdy se [о] a [a] rozlišuje ve všech pozicích. Okání je charakteristickým jevem severoruských nářečí. Přechod mezi oběma způsoby výslovnosti pak tvoří částečné okání, kde dochází k rozlišování [о] a [a] pouze v první předpřízvučné slabice.
Kromě východoslovanské oblasti se lze s akáním setkat též v jihoslovanských jazycích. V bulharštině je akajícím smoljanský dialekt, kde se [о] v první předpřízvučné slabice vyslovuje jako [a]. V nářečí osad Tichomir a Trigrad se pak akání projevuje ve všech nepřízvučných slabikách. Akání existuje také v některých dialektech slovinštiny.